# Deogratias de Carthage
Deogratias est un évêque de Carthage, canonisé du milieu du Ve siècle.
Il est fêté sous le nom de saint Deogratias le 5 janvier par les catholiques.

## Identité de Deogratias
Il n'est pas établi si l'évêque Deogratias est la même personne que le diacre carthaginois auquel s'adresse le De cathecumenis d'Augustin d'Hippone en 400. Victor de Vita rappelle son grand âge.

## Biographie

### Nomination au siège épiscopal de Carthage
Genséric, après la prise de Carthage en 439, envoie en exil l'évêque de Carthage, Quodvultdeus, et un grand nombre de clercs. 
Le siège épiscopal de Carthage, capitale de la province proconsulaire d'Afrique, reste vacant pendant quatorze ans. L'empereur Valentinien III presse Genséric d'y pourvoir un évêque. Le roi vandale autorise l’élection d’un nouvel évêque en 454, le prêtre Deogratias, qui bénéficie des faveurs des communautés chrétiennes locales, est choisi.

### Œuvre en faveur des captifs romains
Lorsqu'en 455 Genséric saccagea Rome, il ramena avec lui en Afrique un grand nombre de captifs. Deogratias se consacra à soulager leurs souffrances. Il les rachète, les héberge dans les basiliques et leur donne des soins médicaux. Il semble que son action en faveur des captifs lui attira l'inimité des Vandales, au point que certains voulaient l'assassiner.
Il mourut d'épuisement en 457. Genséric interdit alors de nommer un nouvel évêque dans la province proconsulaire.
Le siège épiscopal de Carthage demeura vacant pendant vingt-trois ans jusqu'à la nomination d'Eugène de Carthage qui lui succédera en 480 sous le roi Hunéric.

### Sources
Victor de Vita, Histoire de la persécution de l'Afrique, 1, 24-27.

### Études historiques
Vincent J. O'Malley, Saints of Africa, Our Sunday Visitor Publishing, 2001, p. 46-47.